# Šmiklavž pri Škofji vasi
Šmiklavž pri Škofji vasi je naselje u slovenskoj Općini Celju. Šmiklavž pri Škofji vasi se nalazi u pokrajini Štajerskoj i statističkoj regiji Savinjskoj. 

## Stanovništvo
Prema popisu stanovništva iz 2002. godine naselje je imalo 200 stanovnika.